# Simoxenops
A Simoxenops a madarak (Aves) osztályának verébalakúak (Passeriformes) rendjébe és a fazekasmadár-félék (Furnariidae) családjába tartozó nem.

## Rendszerezés
Besorolásuk vitatott, egyes rendszerezések a legközelebbi rokonaihoz a Syndactyla nembe sorolják ezeket a fajokat is.
A nembe az alábbi 2 faj tartozik:
- Simoxenops ucayalae vagy Syndactyla ucayalae
- Simoxenops striatus vagy Syndactyla striata